# Symfony
Symfony är ett ramverk för språket PHP i öppen källkod. Symfony skapades ursprungligen av Sensiolabs under namnet Sensio Framework och släpptes under öppen källkod 2005. Med Symfony följer ytterligare verktyg för att bistå utvecklare när det gäller testning, dokumentering och felsökning.

## Användning
- Dailymotion använder Symfony för en del av sin hemsida sedan februari 2009.[5]
- Symfony används av OpenSky, en social shoppingplattform.
- Drupal 8 använder komponenter från Symfony.[6]
- Symfony används också av Meetic, ett av världens största nätdejtningsföretag.[7]
- Symfony-komponenter används också i andra ramverk som Laravel[8] och micro-ramverket Silex.[9]